# سيمون غارفيلد
سيمون غارفيلد (بالإنجليزية: Simon Garfield)‏ هو مؤرخ رسم الخرائط ‏ وصحفي بريطاني، ولد في 19 مارس 1960 في إنجلترا في المملكة المتحدة.

## وصلات خارجية
- الموقع الرسمي